# Gunnel Hettman
Gunnel Christina Hettman, en period Hettman Gardenkrans, född 17 november 1960 i Dingtuna församling i Västmanlands län, är en svensk före detta friidrottare (kulstötning). Hon har tävlat för Malmö AI och Heleneholms IF. Hon utsågs år 1984 till Stor grabb/tjej nummer 342.